# Olivier Bournac
Pour les articles homonymes, voir Bournac.
 (octobre 2016).
Si vous disposez d'ouvrages ou d'articles de référence ou si vous connaissez des sites web de qualité traitant du thème abordé ici, merci de compléter l'article en donnant les références utiles à sa vérifiabilité et en les liant à la section « Notes et références ».
Olivier Bournac, nom de plume de Louis Marie Jean-Baptiste Angé, né le 13 août 1885 à Saint-Amans-du-Pech (Tarn-et-Garonne) et mort le 3 janvier 1931 à Toulon,, est un traducteur et romancier français.

## Biographie
En collaboration avec Alzir Hella, il a traduit À l'Ouest, rien de nouveau d'Erich Maria Remarque ainsi que des œuvres de Stefan Zweig, Ernst Theodor Amadeus Hoffmann, Heinrich Mann, Albert Daudistel (de), Hermann Keyserling et Arthur Schnitzler.
Enseignant à l'École supérieure de commerce de Paris, dans les années 1920, il a aussi utilisé le pseudonyme « Comfort » pour traduire des ouvrages relatifs à la réclame.
Il est également l'auteur d'un roman,  L'esprit souffla sur les eaux, paru en 1930.

## Œuvres
- 1919 : Quand j'avais une marraine … Pastels de guerre et d'amour, Paris, Éditions et librairie
- 1930 : L'esprit souffla sur les eaux, en collaboration avec Jean Combescure

### Traductions
(Toutes les traductions de l'allemand ci-dessous avec Alzir Hella.)
- Stefan Zweig, Deux Grands Romanciers du XIXe siècle : Balzac, Dickens, Paris, S. Kra, 1927
- Stefan Zweig, Tolstoï, Paris, éd. V. Attinger, 1928
- Wilhelm Hauff, La Caravane, traduction intégrale, Delamain et Boutelleau, 1929
- Albert Daudistel, Ceux de la marine, Paris, Éditions sociales internationales, 1930
- Erich Maria Remarque, À l'Ouest, rien de nouveau, Paris, Flammarion, 1932
- Stefan Zweig, Un ministre de la police sous Napoléon : Fouché, Paris, Flammarion, 1935